# Mahuta Tawhiao

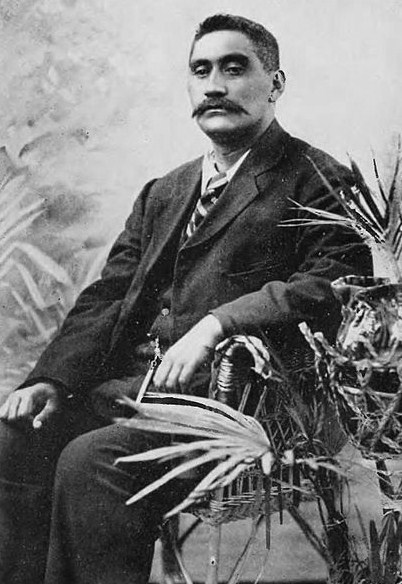
König Mahuta Tawhio

Mahuta Tawhiao (* 1854 im Waikato District, Neuseeland; † 9. November 1912 ebenda) war Häuptling der Māori-Iwi in der Region Waikato und der dritte König der Māori in Neuseeland. Er regierte von 1894 bis 1912.

## Leben
Sein Vater Tāwhiao starb am 26. August 1894 in Pārāwera, Neuseeland. Er wurde Nachfolger als König (Oberhaupt der Kīngitanga-Bewegung). Auf staatlicher Ebene hat der Māori-König keine Macht, er verkörpert vielmehr eine symbolische Rolle der Einheit unter den Ureinwohnern des Landes.
Mahuta Tawhiao war von 1903 bis 1910 Mitglied des Legislative Council of New Zealand. Er wurde von der liberalen Regierung ernannt und war vom 22. Juni 1903 bis zum 21. Juni 1906 im Seddon-Ministerium und vom 21. Juni 1906 bis zum 6. August 1906 im Übergangsministerium Hall-Jones Minister ohne Geschäftsbereich und Mitglied des Exekutivrats. Während seiner Zeit im Legislativrat übertrug er die Königswürde an seinen jüngeren Bruder Te Wherowhero Tawhiao.
Mahuta Tawhiao starb am 9. November 1912. Sein Nachfolger als König wurde sein Sohn Te Rata Mahuta.